# Меморіалізм

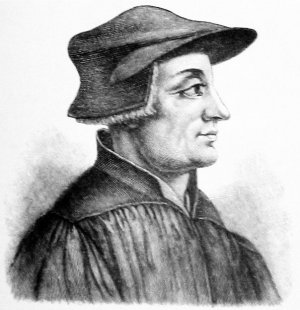
Гравюра із зображенням Ульріха Цвінглі - "батька" меморіалізму

Меморіалізм (лат. memoria "спогад" і дав.-гр. ισμός "знання, вивчення") - думка декотрих протестантських церков, включно більшість євангельських, згідно з якою хліб та вино (можливо, виноградний сік), який вживається під час таїнства Вечірньої Господні, являються собою лише символи тіла і крові Христа. Таким чином відкидається як фізична, так і духовна присутність Христа під час обряду, зізнаючи саме таїнство як пам'ять (Commemoration) про жертву Христа, а не як безпосередню жертву або її принесення. Подібної точки зору тримаються і Свідки Єгови.
Термін меморіалізм походить від англійського слова memorial (спогад), а воно, своєю чергою, засноване на уривку фрази зі слів Ісуса Христа у Сіонській світлиці: "Це чиніть на спомин про Мене!" (τουτο ποιειτε εις την εμην αναμνησιν 1 Кор. 11:24, Лк. 22:19). Відповідно до меморіального тлумачення цього біблійного уривка, мета Вечері Господньої полягає у постійному спогаді жертви Ісуса серед Його учнів, а не у створенні каналу чи джерела спасенної благодаті. Однак багато протестантських прихильників цієї доктрини розглядають Вечерю Господню як "засіб благодаті". 

## Історія
Меморіалізм був започаткований Ульріхом Цвінглі, євангелічно-реформатського богословом, який розпочав Реформацію в Цюриху. Відкидаючи владу папи, месу, молитви святим і безшлюбність духовенства, він намагався встановити теократію. Його тлумачення Вечері Господньої призвело до безплідної полеміки з Мартіном Лютером у Марбурзі в 1529 р. Цвінглі заново поінформував християн про те, що Вечеря Господнього також є общинною трапезою 
Трактування Цвінглі щодо Вечері Господньої було реформовано у кальвінізмі Жаном Кальвіном. У незмінному вигляді меморіалізм був прийнятий більшістю баптистів, а за ними й більшістю євангельських церков.